# Marpa-Nationalpark
Der Marpa-Nationalpark (englisch Marpa National Park) ist ein 37,8 Hektar großer Nationalpark in Queensland, Australien. Er liegt innerhalb des Great Barrier Reef und ist damit Teil des UNESCO-Weltnaturerbes.
Er wird von den örtlichen Aborigines zusammen mit der Nationalparkverwaltung von Queensland unter dem Status Cape York Peninsula Aboriginal Land (CYPAL) verwaltet.

## Lage
Der Nationalpark befindet sich 315 Kilometer nordwestlich von Cairns an der Ostküste der Kap-York-Halbinsel im Korallenmeer. Die Inseln liegen vor Point Stewart in der Princess Charlotte Bay, 70 Kilometer südöstlich von Coen und 200 Kilometer nordwestlich von Cooktown.
Im Korallenmeer in der näheren Umgebung liegen die Nationalparks Claremont Isles und Flinders Group, auf dem Festland KULLA (McIlwraith Range), Lama Lama und Lakefield.

## Geologie und Natur
Der Nationalpark besteht aus drei Sandsteininseln Ronganhu, Errewerpinha und Olilu, die kleinste hat einen Durchmesser von etwas über 250 Metern, die größte ist 1,25 Kilometer lang. Im Gegensatz zu den Riffinseln aus Kalk, sind sie Teil des Festlands und wurde erst durch den steigenden Meeresspiegel nach der letzten Eiszeit abgetrennt.
In kleinen sandigen Buchten gedeihen Mangroven, in den höher gelegenen Teilen wächst zwischen den felsigen Gebieten hauptsächlich Gras, in den windgeschützten Ecken auch Büsche und Sträucher.
Von Mensch unberührt, bieten die Inseln zahlreichen Pflanzen und Tieren ein Rückzugsgebiet, darunter die gefährdeten Rifftriele (Esacus giganteus), Isabellbrachvogel (Numenius  madagascariensis) und Ruß-Austernfischer (Haematopus fuliginosus) die entlang der Strände beobachtet werden können, während Weißbauch-Seeadler (Haliaeetus leucogaster), Wanderfalke (Falco peregrinus) und Fischadler (Pandion cristatus) über den Inseln kreisen.
Die die Inseln umgebenden Riffe und ausgedehnten Seegraswiesen sind ein wichtiger Lebensraum für Delfine, Dugongs, Meeresschildkröten und Leistenkrokodile. Zur Brutzeit legen die gefährdeten Suppenschildkröten (Chelonia mydas) auf Ronganhu und Olilu ihre Eier ab.